# 紅葉控股
株式会社紅葉控股（株式会社もみじホールディングス）是由廣島總合銀行和瀨戶內銀行成立金融控股公司形成的。
當時旗下兩家銀行合併為紅葉銀行，隨著和山口銀行內部合併後，2006年10月2日成立山口金融集團股份有限公司旗下公司。
2007年4月1日，本集團和旗下紅葉銀行後，按照法例，該集團已解散後，繼續原有紅葉銀行。

## 外部連結
- 紅葉銀行 （页面存档备份，存于）
- 山口銀行 （页面存档备份，存于）